# Малий Дихтинець
Мали́й Дихти́нець — село у Путильській селищній громаді Вижницького району Чернівецької області України.